# Гаррі Грюєр
Гаррі Грюєр (англ. Harry Gruyaert, нар. 25 серпня 1941, Антверпен) — бельгійський фотограф, відомий своїми світлинами з Індії, Марокко, Єгипту і західної частини Ірландії. Його роботам притаманні насичені кольори. Його роботи були опубліковані в низці книг, широко виставлялися та отримали премію Кодак. 

## Із біографії
Народився в 1941 році в Антверпені, Бельгія. Навчався в Школі фотографії і кіно в Брюсселі з 1959 по 1962 рік. Почав роботу фотографа фрілансером у Парижі, коли працював оператором на Фламандському телебаченні.
У 1969 році здійснив першу подорож до Марокко. Отримані в результаті роботи принесли йому нагороду «Kodak Prize» в 1976 році і були опубліковані в книзі «Марокко» (1990).
Він є членом фотографічної спільноти «Magnum Photos». Його роботи були опубліковані в різних книгах, отримали визнання на численних виставках.
Його роботи зберігаються, зокрема, в Національній бібліотеці Франції.